# Franz Guillery

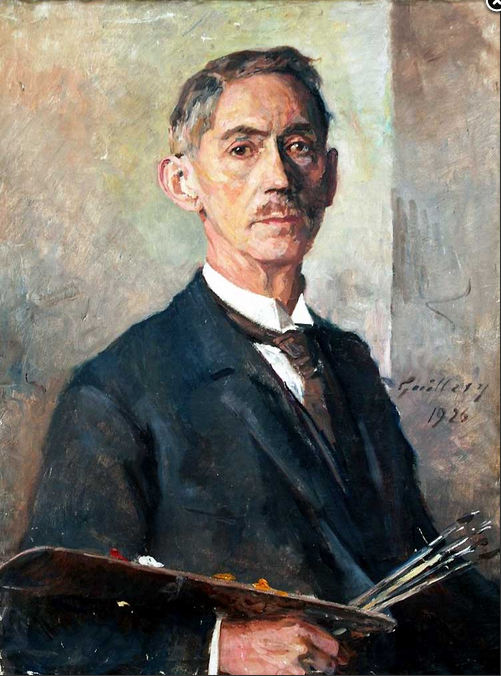
Franz Guillery, Selbstporträt, 1926

Franz Paul Maria Guillery (* 21. Juni 1862 in Köln; † 24. Juni 1933 in München) war ein deutscher Maler.

## Leben
Geboren als Sohn des Bergwerkdirektors Theodor Guillery, besuchte er nach dem Abitur am humanistischen Gymnasium in Köln die Staatliche Hochschule für Bildende Künste – Städelschule am Städelschen Kunstinstitut als Schüler von Eduard von Steinle.
Danach studierte er ab dem 6. April 1880 an der Königlichen Akademie der Künste in München bei Ludwig von Löfftz und Alexander Strähuber.
1884 kam Franz Guillery ins römische Collegium Germanicum, wo er – mit Unterbrechungen – bis 1893 blieb.
Danach ließ er sich in München nieder. Dort heiratete er seine Frau Josephine. Das Ehepaar bekam 1900 den Sohn Theo, den zukünftigen Maler, und 1903 die Tochter Paula.
Als freischaffender Künstler beschäftigte sich Franz Guillery hauptsächlich mit religiösen Themen. Viele seiner Werke befinden sich in Kirchen und Kapellen. Daneben schuf er Porträts, Genre-, Landschafts- und Städtebilder, auch viele Wirtshaus- und Jahrmarktszenen. Guillery schuf auch Landschaftsbilder aus Bayern, früher auch aus Italien. 
Der Künstler zeigte seine Werke im Münchner Glaspalast oder im Prinz-Carl-Palais.
Er war Gründer des „Wirtschaftlichen Verbandes der bildenden Künstler Bayerns“, bis 1920 war er der 1. Vorsitzende der Künstlergewerkschaft Bayerns. Seit 1920 war er Mitglied der Münchner Künstlergenossenschaft. Nach der Novemberrevolution gehörte er 1918/19 dem Provisorischen Nationalrat Bayerns an. Vom Jahre 1925 bis zu seinem Tode 1933 war er als parteiloses Mitglied des Pasinger Stadtrates tätig.